# 1471 en littérature
| Années de la littérature : 1468 - 1469 - 1470 - 1471 - 1472 - 1473 - 1474    |
| Décennies de la littérature : 1440 - 1450 - 1460 - 1470 - 1480 - 1490 - 1500 |

Cet article présente les faits marquants de l'année 1471 en littérature.

## Évènements
- Un manuscrit contenant les Epistolae duorum amantium (Lettres des deux amants), recueil d'extraits de lettres et poèmes anonymes écrits en latin et attribués à Héloïse et Abélard, est découvert par le bibliothécaire de l'abbaye de Clairvaux, Jean de La Véprie ; le manuscrit est perdu ; son texte est connu par la compilation qu'en a faite Jean de La Véprie[1].
- L'humaniste italien Giovanni Pontano devient directeur de l'Académie de Naples, qui prendra son nom (Académie pontanienne)[2].

## Parutions
- Juillet : Rhetorica de Guillaume Fichet, Paris, Ulrich Gering, Martin Crantz et Michael Friburger[3].

## Théâtre
- Dell’Annunciazione di Nostra Donna (représentation sacrée proche d'un mystère) de Feo Belcari est représentée à Florence[4].

## Naissances
- 7 juin : Philippe de Vigneulles, commerçant et chroniqueur français, actif à Metz, mort en avril ou mai 1528.
- juillet : Jakob Locher, dramaturge humaniste, philologue et traducteur allemand, mort le 4 décembre 1528.

- Symphorien Champier, médecin et humaniste français, mort en 1539.
- Nam Gon, homme politique, poète et philosophe coréen, mort le 10 mars 1527.

## Décès
- 19 janvier : Antonio Beccadelli, humaniste italien, né en 1394.
- 12 mars : Denys le Chartreux, religieux chartreux, auteur de traités théologiques, spirituels et philosophiques, né en 1402
- 14 mars : Thomas Malory, écrivain anglais, né vers 1405.